# Лоуренс Марк
Лоуренс Марк (англ. Laurence Mark; нар. 22 листопада 1949) — американський кінопродюсер.

## Біографія
У 1971 році Лоуренс Марк закінчив Весліанський університет, опісля Нью-Йоркський університет. Стажувався на кіностудії United Artists, деякий час працював там помічником режисера. Потім він перейшов до Paramount Pictures, де очолив відділ маркетингу, згодом його призначили віце-президентом West Coast Marketing. Далі він перейшов на таку ж посаду у 20th Century Fox. Марк заснував свою виробничу компанію Laurence Mark Productions, яка підписала довгостроковий контракт з компанією Columbia Pictures.
Його першим фільмом став трилер «Чорна вдова» 1987 року. Пізніше він видав фільми, такі як «Ділова дівчина», «Печиво» «У правдивому світлі» та «Корсари».
Далі він випустив такі фільми, як «Де завгодно, тільки не тут», «Двохсотлітня людина», «Знайти Форрестера», «Ритм успіху» та «Я, робот». У 2006 році випускає фільм «Дівчата мрії» режисера Білла Кондона, що номінований на три нагороди Золотий глобус і вісім нагород Академії. Наступного року він виграв премію «Незалежний дух» за найкращий фільм за фільм «На сторожі» з Джозефом Гордон-Левіттом.
Разом з Біллом Кондонои був продюсером 81-шу церемонію вручення премії Оскар. Пізніше він випустив фільми «Джулі і Джулія: Готуємо щастя за рецептом», «Звідки ти знаєш?» та «Політикани».

## Фільмографія
- 1987, Чорна вдова (Black Widow)
- 1988, Моя мачуха - інопланетянка (My Stepmother Is an Alien)
- 1988, Ділова дівчина (Working Girl)
- 1989, Печиво (Cookie)
- 1989, Солодкий птах молодості (TV) (Sweet Bird of Youth)
- 1990, Містер Доля (Mr. Destiny)
- 1991, У правдивому світлі (True Colors)
- 1991, Хороший поліцейський (One Good Cop)
- 1993, Пригоди Гекльберрі Фінна (The Adventures of Huck Finn)
- 1993, Дій, сестра 2 (Sister Act 2: Back in the Habit)
- 1994, Стрілець (Gunmen)
- 1995, Том і Гак (Tom and Huck)
- 1995, «Острів головорізів» (Cutthroat Island)
- 1996, Джеррі Магваєр (Jerry Maguire)
- 1997, Ромі і Мішель на зустрічі випускників (Romy and Michele's High School Reunion)
- 1997, Олівер Твіст (TV) (Oliver Twist)
- 1997, Краще не буває (As Good as It Gets)
- 1998, Глибинний підйом (Deep Rising)
- 1998, Об'єкт мого захоплення (The Object of My Affection)
- 1998, Саймон Бірч (Simon Birch)
- 1999, Де завгодно, тільки не тут (Anywhere but Here)
- 1999, Двохсотлітня людина (Bicentennial Man)
- 2000, Відбій (Hanging Up)
- 2000, Шлях до слави (Center Stage)
- 2000, Знайти Форрестера (Finding Forrester)
- 2001, Ці старі бродяги (TV) (These Old Broads)
- 2001, Блиск (Glitter)
- 2001, Сильна жінка (Riding in Cars with Boys)
- 2004, Я, робот (I, Robot)
- 2006, Остання відпустка (Last Holiday)
- 2006, Дівчата мрії (Dreamgirls)
- 2007, На сторожі (The Lookout)
- 2008, Шлях до слави: Скористайтеся шансом (Center Stage: Turn It Up)
- 2009, Джулі і Джулія: Готуємо щастя за рецептом (Julie & Julia)
- 2010, Звідки ти знаєш? (How Do You Know)
- 2012, Політикани (Political Animals)
- 2013, Останнє похмілля у Вегасі (Last Vegas)
- 2016, Center Stage: On Pointe (TV)
- 2017, Коматозники (Flatliners)
- 2017, Найвеличніший шоумен (The Greatest Showman)